# 天王峠
天王峠（てんのうとうげ）は、大阪府豊能郡能勢町内にある峠。
峠は一般的に兵庫県（丹波篠山市福住）との境界と認識されているが、峠の地点は大阪府に属している（後述）。
国道173号（峠の地点は天王トンネルの天王地区側入口に接する）となっているほか、旧道が存在する。

## 概要
加古川水系の水無川と、武庫川水系の羽束川が接し、両水系の分水界をなす。
古くは丹波街道（丹州街道）の摂津国と丹波国の境に聳えており、商人達が通る場所となっていた。1798年（寛政10年）に刊行された「摂津名所図会」では「脚木摺峠」（すねこすりとうげ）と明記されている。
峠の近くには1962年（昭和37年）に地元民により建立された「丹州街道古民謡の碑」があり、古い歴史を物語っている。

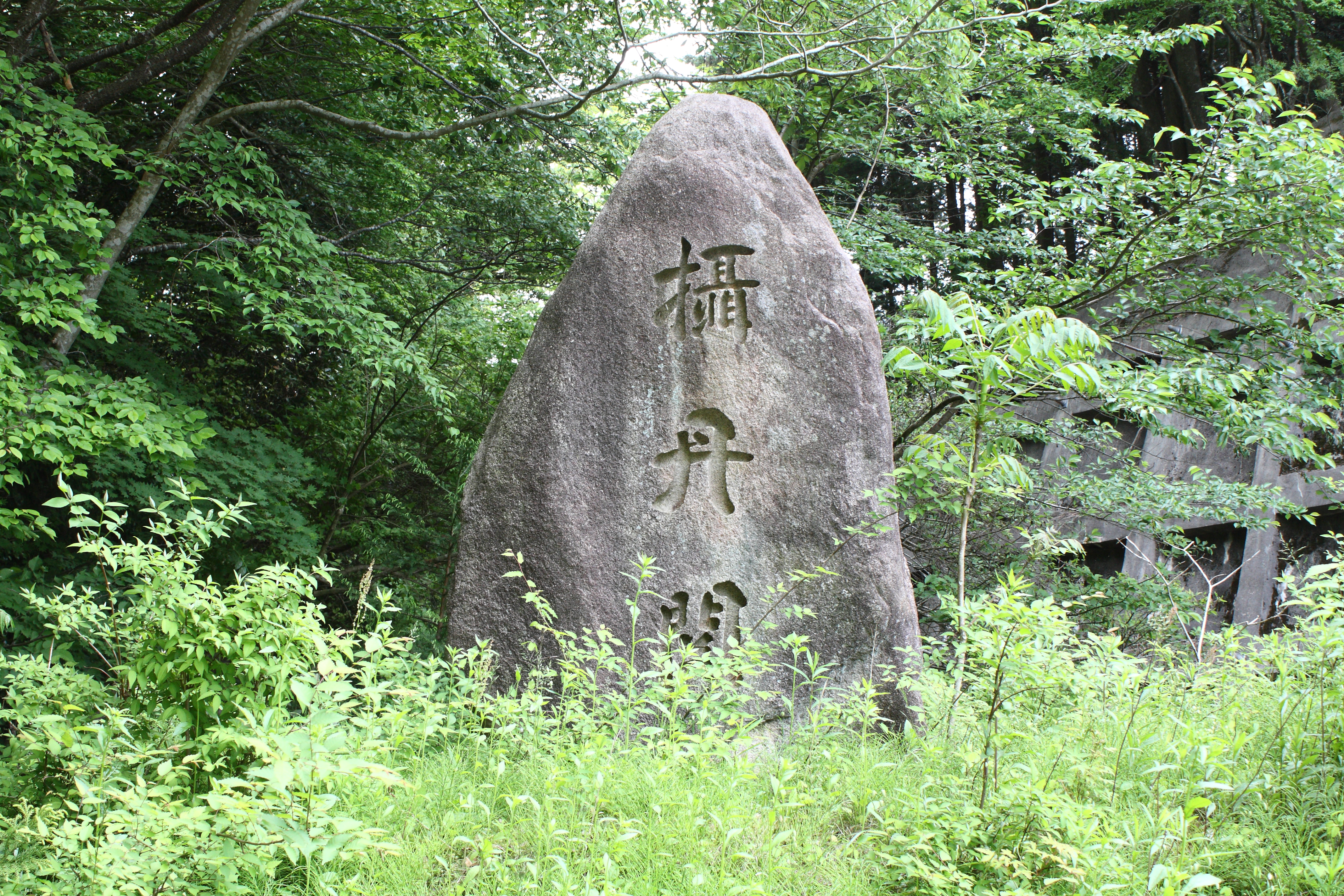
摂丹（摂津.丹波）関所跡の石碑
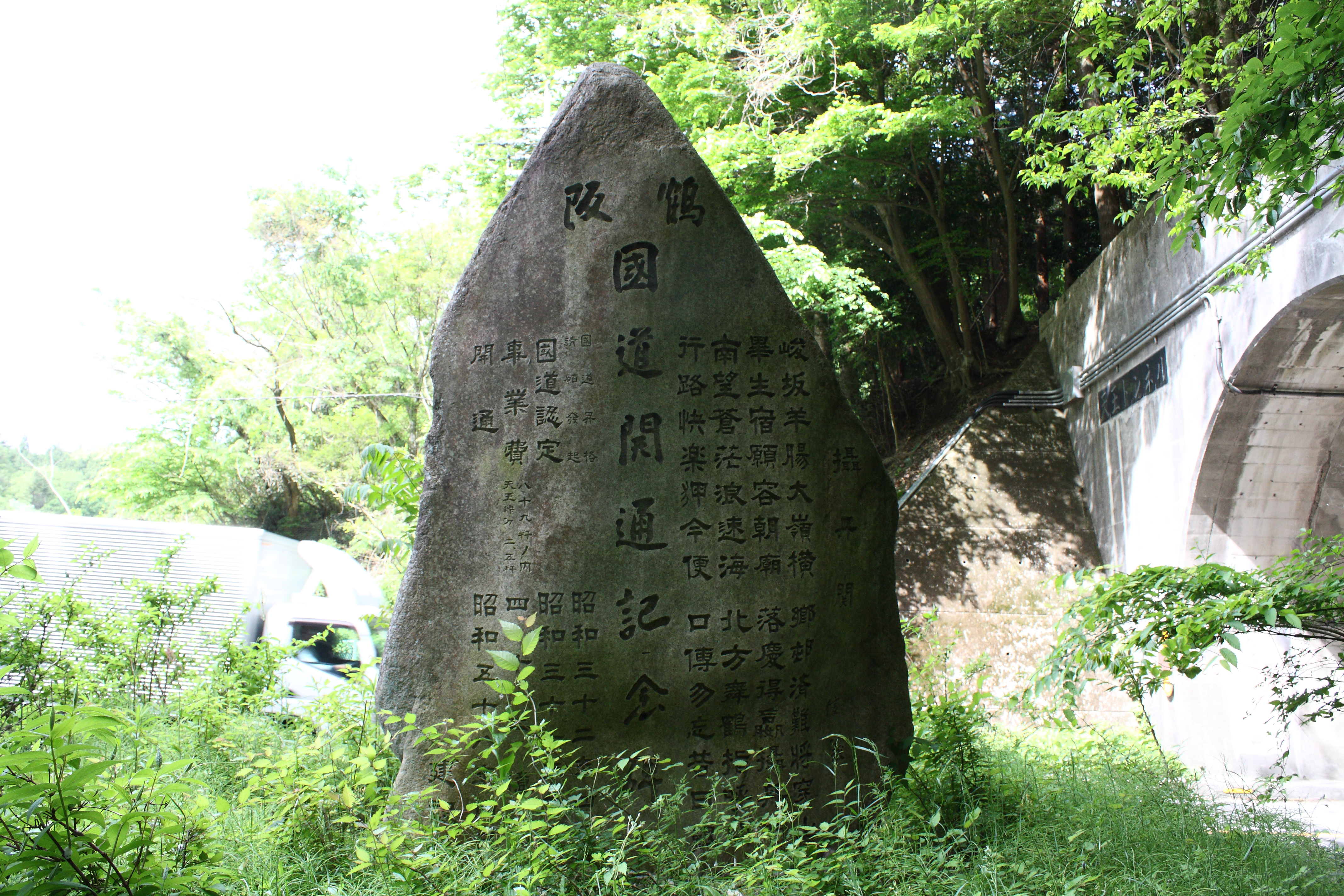
阪鶴国道開通記念碑（関所跡の石碑の裏）
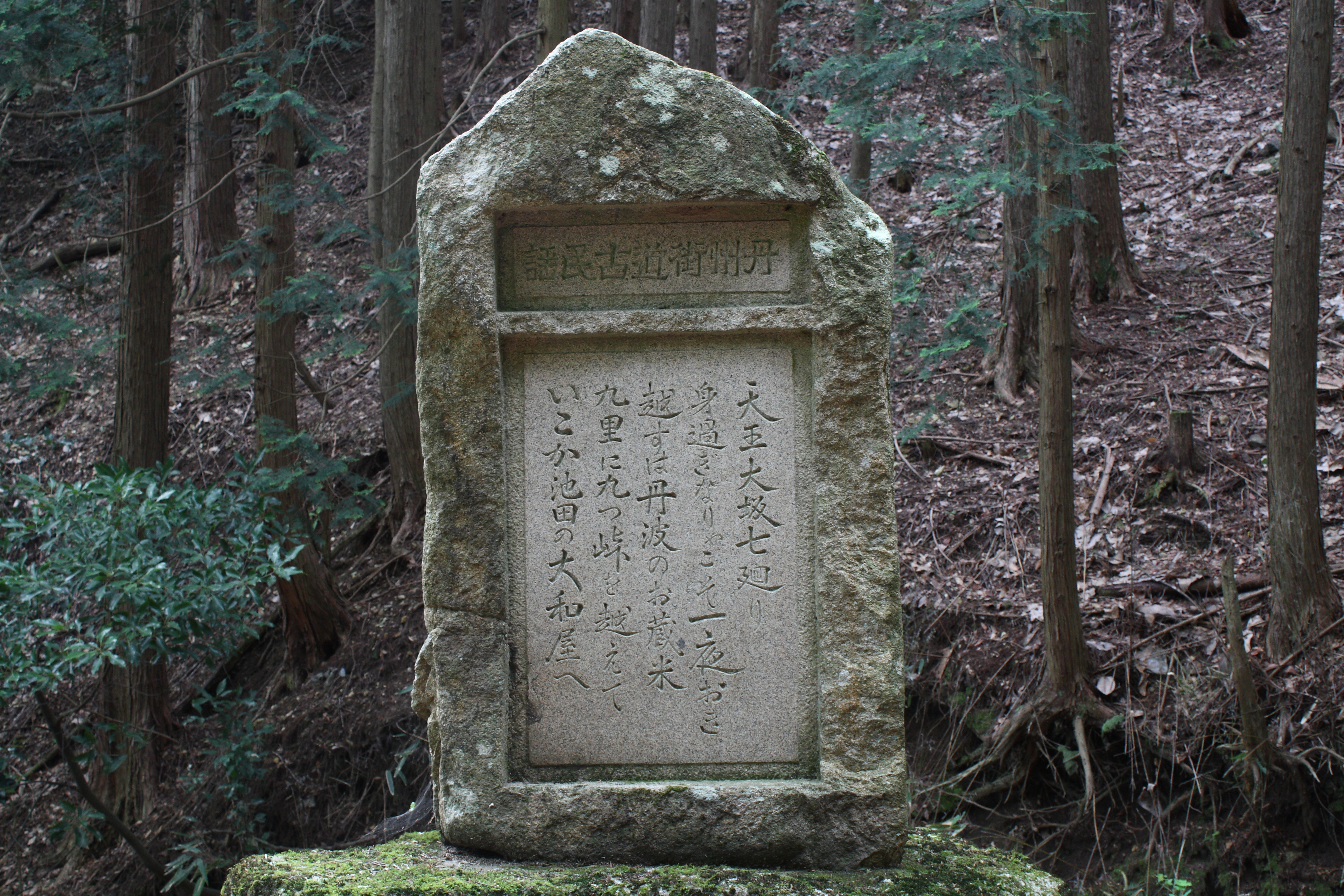
丹州街道古民謡の碑

## 境界をめぐる争い
境界については古くから摂津国と丹波国の間で論争がたびたび起こったとされている。
17世紀末の1699年（元禄12年）、丹波国多紀郡福住村が峠の所有権と国境の位置を巡って京都奉行所に提訴している。その後奉行所で論争が始まるが、相手側の摂津国能勢郡天王村は「脚木摺峠（現在の天王峠）は摂津国の領地である」と主張し論争は大騒動に発展した。結果は天王村が勝訴したという。
1876年（明治9年）、峠付近の府県境が確定したことにより、峠部分は大阪府に属することとなった。

## 位置情報
所在地：大阪府豊能郡能勢町天王
- 北緯35度02分31秒 東経135度21分9.7秒 / 北緯35.04194度 東経135.352694度
- 福住(京都及大阪) - 地理院地図
- 天王峠 - Google マップ